# Roland Kostulski
Roland Kostulski (* 13. Juni 1953 in Borna) ist ein ehemaliger Ruderer aus der Deutschen Demokratischen Republik, der 1976 eine olympische Goldmedaille mit dem Achter gewann.
Kostulski ruderte für den SC DHfK Leipzig unter Trainer Jörg Weissig. 1971 war er Juniorenweltmeister im Vierer ohne Steuermann. 1972 belegte er mit dem Vierer den zweiten Platz bei den DDR-Meisterschaften, 1973 den dritten Platz. Ebenfalls den dritten Platz belegte Kostulski 1973 zusammen mit Andreas Wolf im Zweier ohne Steuermann; 1974 ruderte er zusammen mit Bernd Baumgart zur Vizemeisterschaft in dieser Bootsklasse. 1975 wechselte Kostulski in den Achter und gewann nach dem DDR-Meistertitel auch den Titel bei den Weltmeisterschaften in Nottingham. Das Boot startete in der Besetzung Karl-Heinz Prudöhl, Ulrich Karnatz, Roland Kostulski, Werner Klatt, Friedrich-Wilhelm Ulrich, Dieter Wendisch, Gottfried Döhn, Jürgen Arndt und Steuermann Klaus-Dieter Ludwig. Ein Jahr später bei den Olympischen Spielen 1976 in Montreal gewann der DDR-Achter die Goldmedaille. Bernd Baumgart, Gottfried Döhn, Werner Klatt, Roland Kostulski, Joachim Lück, Dieter Wendisch, Ulrich Karnatz, Karl-Heinz Prudöhl und Steuermann Karl-Heinz Danielowski siegten sowohl im Vorlauf als auch im Finale vor dem britischen Achter. Für diesen Erfolg erhielt auch Roland Kostulski 1976 den Vaterländischen Verdienstorden in Silber. 1978 belegte Roland Kostulski mit Bernd Baumgart noch einmal den dritten Platz bei den DDR-Meisterschaften.
Der DHfK-Absolvent war nach seinem Karriereende stellvertretender Vorsitzender des SC DHfK Leipzig, nach der Wende war Kostulski Sportdirektor des SC DHfK Leipzig e. V. Beginnend 1992 engagierte er sich stärker im Sportmarketing und wirtschaftlichen Aufgabenfeldern. 2005 wurde Kostulski gebeten, wieder in leitender Funktion für den Sport zu arbeiten. Von 2005 bis 2014 führte er die Geschäftsstelle im Sächsischen Turn-Verband e. V. Im Dezember 2013 wurde bei einem Hauseinbruch seine olympische Goldmedaille gestohlen.